# 古风音乐

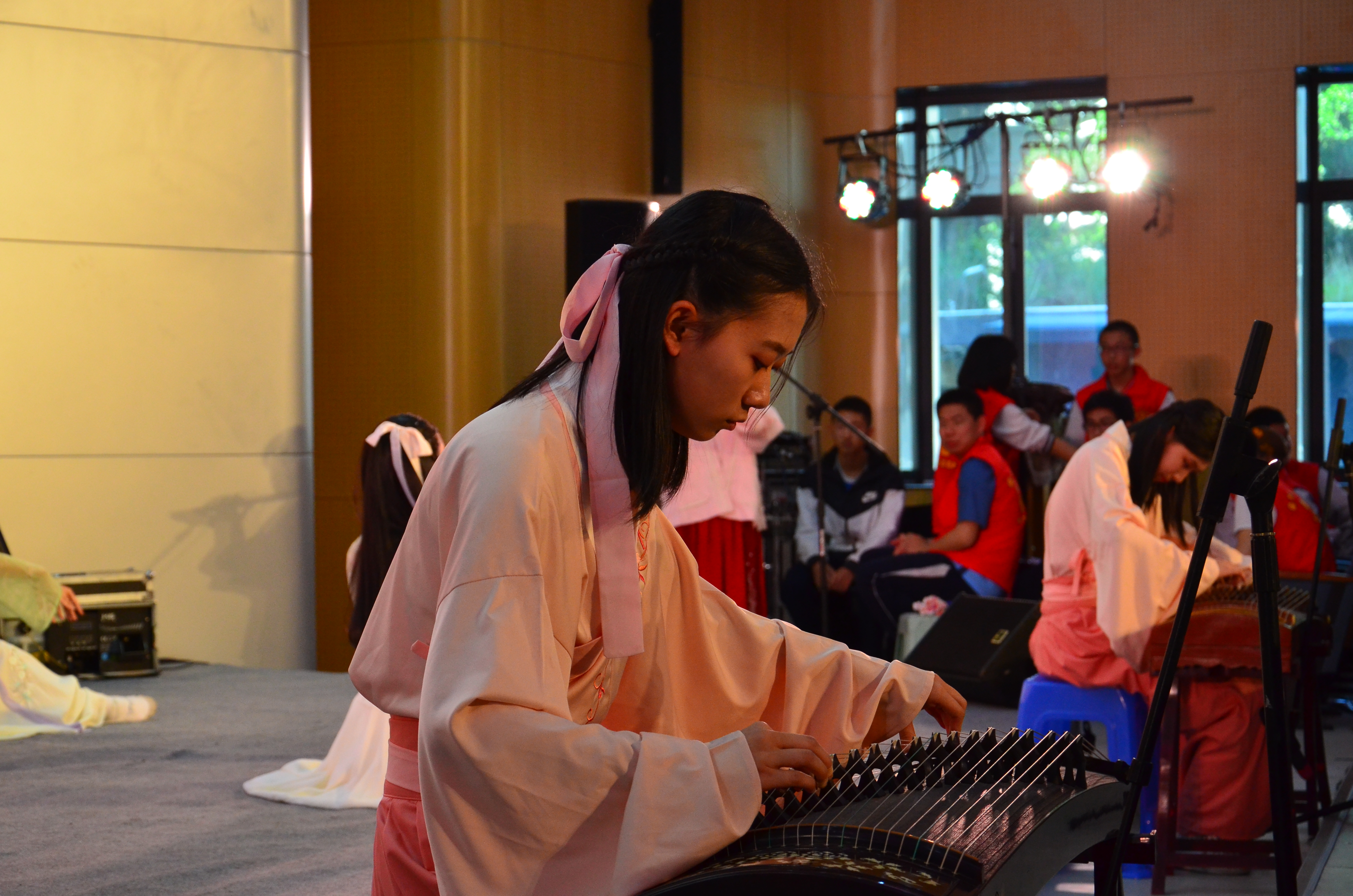
古风社团成员正在进行演奏

古风音乐指的是一种融合中西方唱法、编曲技巧、西洋乐器与中国传统乐器，在歌词中融入了某些中国古典文化元素的歌曲风格，其大致特点可以归纳为：歌词古典雅致、宛如诗词歌赋，曲调唯美，注重旋律，多用民族乐器，主要受众是95后和00后（出生于1995年、2000年之后）等“网络原住民”。古风音乐起源于仙侠类游戏配乐，常出现在古风情景舞台剧等艺术作品中，而且很多古风音乐成品都会配有相应主题的绘画，是多种中国传统文化在音乐领域的集中体现，也是一种以音乐为主要形式的网络亚文化类型。

## 含义
古风歌手卜磊（EDIQ）称：“古风是一种有着务实性的和画面感的，能够表达怀古韵味的音乐风格；不一定要有具象的元素，重要的是人的情绪，用歌词表达出人的内心世界。”研究者高晴称，在古风音乐爱好者眼中，古风是可以展现中国古典美学中怀古情节的音乐。然而，“古风音乐”的概念并不稳定。一些具有古今交杂风格的歌曲，应当被看作哪种风格，依然存有争议。

## 发展
早期，古风音乐也被称为“仙侠音乐”，古风爱好者主要聚集于分贝网和和仙剑奇侠传玩家论坛。事实上，“古风”的名称由来很可能就是分贝网上的“古风填词”分类。2005年，心然的第一首古风翻唱《新绝代双骄3》主题曲《守候》标志着古风圈的形成，古风音乐开始进入大众视野。也有学者认为，2005年出现于分贝网的古风填词板块和仙剑奇侠传游戏论坛的填词翻唱等，网络同人对仙侠类网游的配乐、对网游所用音乐的填词与翻唱活动，是古风最早的音乐活动，古风音乐从此发端。
早期的古风作品主要是对国产仙侠中国风游戏配乐进行填词演唱。2007年，第一个古风原创音乐社团建立，即“墨明棋妙古风音乐团队”，该团队被粉丝称为“墨村”，这一事件成为古风音乐发展的先驱与标志。该团队是在古风圈内发展较为成熟的古风音乐创作团队。2008年8月15日，千歌未央原创音乐团队建立。2009年5月8日，鸾凤鸣原创音乐团队建立。2012年12月31日，墨明棋妙音乐团队在北京举办，纪念其成立六周年的現場演唱会，被认作是古风音乐开始由网络走向现实的标志。2010年分贝网关闭后，5sing成为了古风音乐人和粉丝的新阵地。2013年，古风音乐人河图的歌曲《江湖·闪蝶》聘用方文山为音乐指导，使古风音乐与“中国风”流行音乐出现了交集。同年国庆节，在南京举办的“金陵·秦淮梦古风文化节”将古风的表演平台从网络平台转移到现实舞台，正式将“古风音乐”概念推至公众视野，引发了流行音乐界乃至文化界关于古风音乐风格的广泛讨论，并将古风音乐的影响力扩延到全国。10月6日，江苏电视台公共频道对墨村举办的“金陵秦淮夜”的报道，被认为是古风音乐主流化的征兆之一。这一年，音乐人桂震宇与众多歌手、二次元网红举办了一个“动漫音乐节”，尝试将动漫文化与古风音乐相结合。2015年，“结绳记”主题演出在人民大会堂举办，请来了中国国家交响乐团和民族乐团助阵。2016年中秋，在鸟巢体育场举办的“心时纪”古风演唱会，被称为古风从二次元走向三次元的一次最大规模集合。这次演唱会中，主办方弃“古风”改称“国风”，有媒体称，这表现了主办团队希望以“中华五千年文化颂扬者”的“正统地位”示人的强烈意愿。
2020年《一笑江湖》在抖音上作为舞蹈"科目三"的配乐而爆红。古风音乐被更多人接受，同年另一首古风音乐《春庭雪》也被广泛用于短视频配乐，但较少人知道其名称。
中国大陆以外，在臺灣等地也有一些创作者建立了古风音乐社团，但规模较小。

## 风格

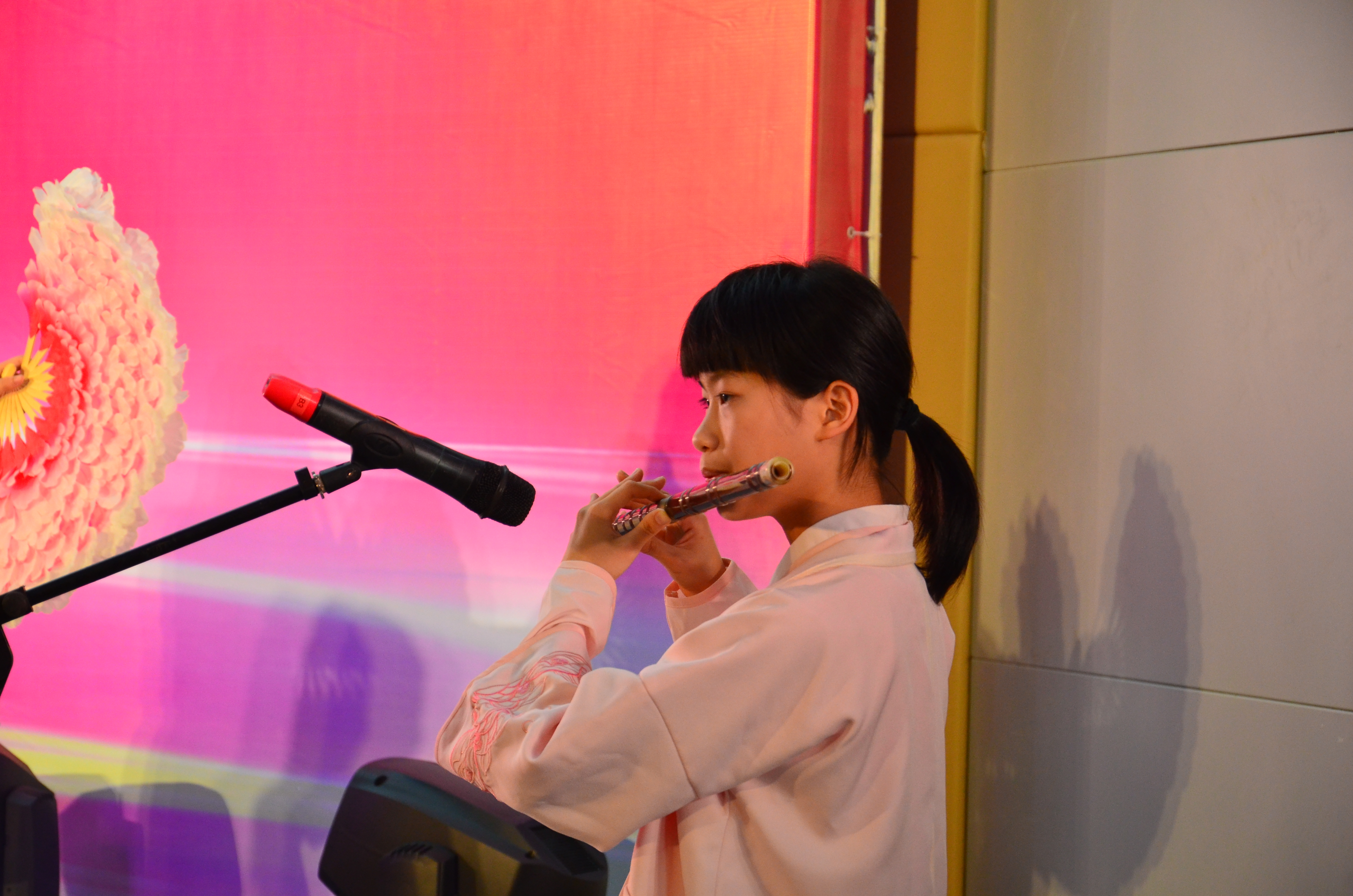
古风歌舞《司花令》中的笛子演奏者

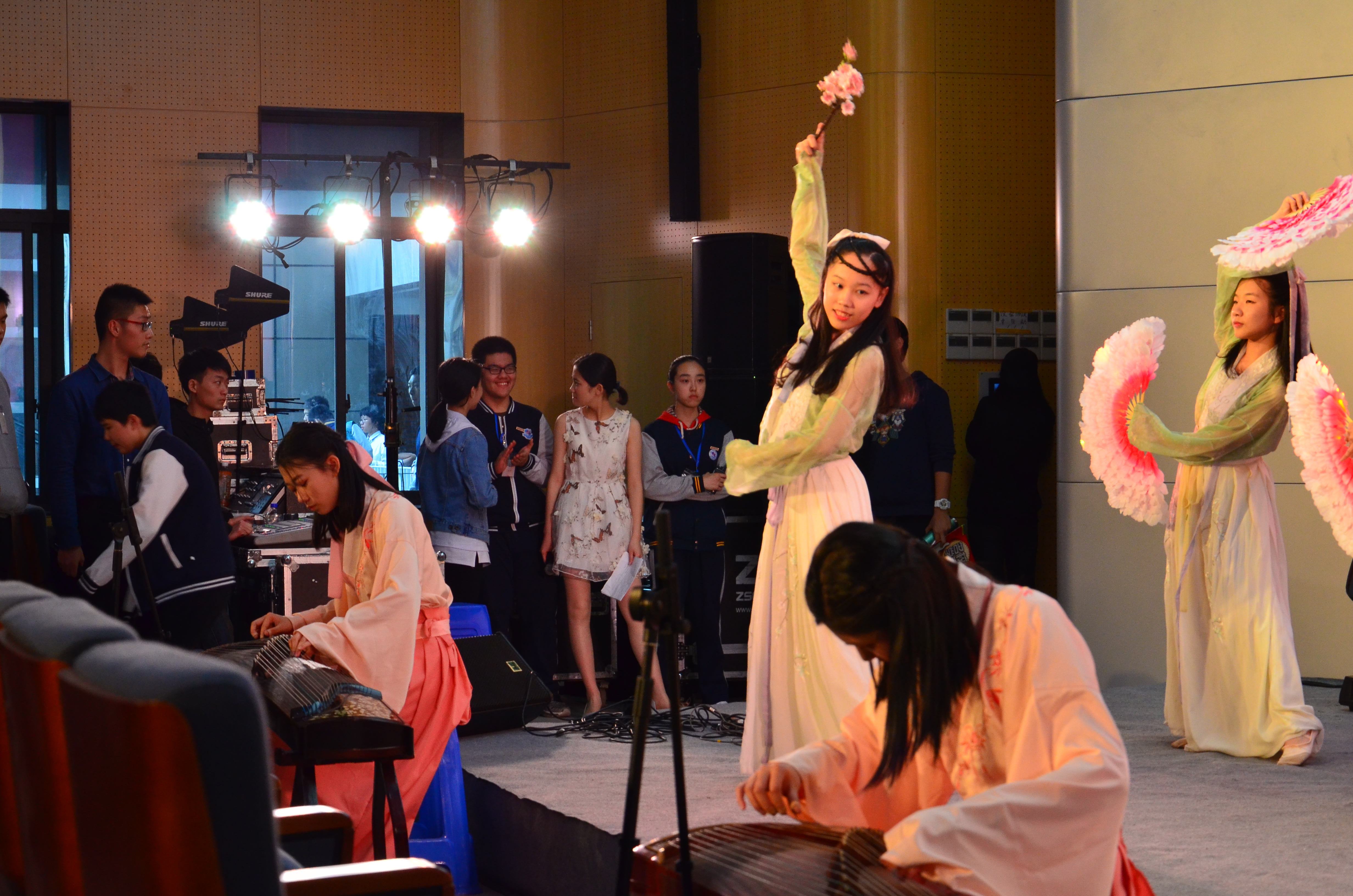
古风歌舞《司花令》中的舞者

古风音乐是一种将中国传统音乐元素与现代音乐表现手法相结合的新式音乐风格，含有大量中国传统元素，歌词古雅，旋律唯美，注重意境，多用民族乐器配器，具有传统音乐的韵味。古风音乐诞生于网络，始于爱好者和粉丝等对仙侠类网络游戏的填词翻唱、重新编曲等自发的二次创作行为。孙炜博将古风音乐定义为：新世纪以来，主要存在于网络空间，以年轻人为创作与接受主体，大量借用中国古代诗词典故和传统音乐文化元素，带有明显拟古风格的新型音乐形态。古风音乐配乐对表达网络游戏风格，以及推进剧情、渲染气氛都起着重要的作用。也有学者将早先国产网络游戏中，受到中国传统音乐影响的游戏音乐，纳入古风器乐曲的范围。这些以民族音调音阶和民族乐器音色与现代创作技法相结合创作出的歌曲，也归于古风音乐一类。古风音乐又分为古风填词歌曲、古风原创歌曲、古风器乐原创曲和古风器乐翻录曲四类。几乎所有原创古风音乐团队，都是从翻唱中成长起来的。
侯冬意则认为，古风歌曲的产生本意为继承发扬中国传统文化，其起步时间更早，包括了歌词有些“古意”的歌曲，以及各大“古风音乐团队”出品的所有歌曲，乃至古装电视剧、游戏、小说的衍生歌曲，而这些歌曲只是近年来才被提出归为一类。他将古风歌曲定义为“歌词运用典故、成语等古典意象的流行歌曲”。古风音乐的主要消费对象是传统文化爱好者，整体创作概念为有架空小说性质的背景故事或画面意象。

#### 曲风
古风音乐大量选取新世纪音乐和带有中国传统元素的游戏音乐。其本质仍是现代流行音乐。其原因可能是，新世纪音乐中的一些美学特征更加符合东方听众的审美风格。古风歌曲一大特色就是在编曲上大量使用中国民族传统的乐器，与西洋流行乐器相融合。作曲者常采用民族乐器的音色为采样音源，以各种编曲、录音、混音软件为平台，基于自身音乐素养及对民族风格的感知进行探索创作。部分作曲者使用原有的器乐素材进行后期制作，或者以我国传统民间音乐曲调为音乐主线。古风音乐也常对日本和风音乐或东方网游配乐进行改编创作。
调式方面，古风音乐的创作多数使用民族五声调式，或是在五声调式的基础上增加清角、变徵、变宫或闰声成为六声调式，很少使用七声调式。配器主要采用传统的民族乐器，甚至古代乐器，但也在逐步接受与引入西洋弦乐、打击乐、电子音乐、midi音乐等元素。也有学者认为，古风音乐曲调写作大量使用五声或七声民族性音阶。古风歌手的音色对传达歌曲情感和体现歌曲风格也有重要作用。部分古风音乐还会结合中国戏曲的戏腔，以期起到画龙点睛的作用。
古风音乐曲调较为规整，反复较多，在旋律和声进行方面较为传统，大多音乐旋律缓慢、悠扬，甚至比较豪放的古风音乐也不失委婉细腻的情感。

#### 歌词
古风在创作中尤为看重歌词的创作。古风歌词多从游戏、动漫、网络小说中借鉴同人题材进行填词创作，意象选取往往与诗词相近，通过这些意象来反映情感、阐述故事以及表达对历史的追忆与思考。古风歌词属于典型的诗性语言，其独特的语言模式使受众可以第一时间辨别出古风音乐与其他流行音乐的差别。古风歌词使用大量的中国传统元素表现古典意象，汲取了诗词、戏曲、古典文学等传统文化的多种方面。早期古风歌词多以集字、集句、集事的形态出现。古风歌词既借用诗歌的创作手法，又贴近现代汉语的表达方式，也保留了独有的抒情性、叙事性以及韵律的美感。在某种程度上，古风歌词是保存和发展传统语言文学的一种新的途径。古风歌词的特色之一就是方言的运用。歌手常常运用符合自己地域属性的方言，以强调作品的民族意识，铺陈风土人情。
古风歌词分为直接使用古文、化用古文、以及仿古风格再创作三类。古风歌词多用典故，有时直接引用或化用古代歌词，有时继承和创新古典意象。古风歌词通过对古诗词的化用产生陌生化的审美效果，融合现代性的音乐元素与传统文化于一体；古风歌词常采用含混、隐喻等表现方法。使审美对象陌生化可以使人们已经耳熟能详，但却已经失去对其审美感受的古诗词，以新的面孔问世，从而增加受众的审美快感。含混、张力和隐喻等表现手法可以使古风歌词产生被多样解读的空间，使歌词更加耐人寻味。
部分古风歌词过于艰涩，过于强调韵律，使得语句不通、用意不明。古风歌词往往试图用有限的字数描写人物一生的琐事，从而陷入过于冗长的境地。有些歌曲因为选取的意象过于常见，而显得千人一面；古风叙事倾向于套路化，主题单一化严重；通病也在于辞藻堆砌，不知所云。提升古风歌词的质量，需要词作者在人物描写方面提高对人物的了解和概括能力，在叙事方面精细琢磨代表性事迹与其中带有的浓烈情感，并进行词汇与意象上的创新。

#### 文案
古风作者在创作歌曲之前，往往会为歌曲主题设置一个相关的背景故事，然后围绕该主题捕捉灵感、构思情节，最终形成完整的作品，这个故事称为歌曲的“文案”，属于歌曲非表演性质的组成部分，有时还会成为歌曲中穿插的“念白”。文案和念白有时也起到推进情节、激发情感的作用，这种作用尤见于广播剧主题曲和影视剧同人歌曲。文案并非古风首创，而是东西方音乐常见的辅助性创作手段，但在古风歌曲创作中起着重要作用。古风歌曲的文案用以介绍歌曲背景、提示作品内涵，通常会描述一个虚构的古代场景。文案使人更好地体味歌曲的情境，是打动观众的关键之一。在某种程度上，文案的有无是将古风从其他类似流派中区别出来的主要特征之一。当然，对文案的刻意使用会使其成为作品的累赘。
侯冬意则认为，文案被认为重要，并非在于其艺术价值，而是表现了歌词不能完全概括内容，但这些内容必须被表达的无奈需求。这种需求主要归咎于词作者语言能力不够和概括能力不强，所以词作者必须使用文案和念白来“把歌曲中不能讲又必须要讲的东西表现出来”。

### 翻唱
在古风音乐中，翻唱占有重要地位。很多古风歌手的翻唱数量远远超过其自身创作数量。古风音乐的翻唱主要分为两种类型：同调异词和同曲异人。前者是沿用原曲而换词的演唱，后者指同一首歌曲被不同歌手演唱。

## 相关领域

### 古风网游
2001年，古风网游首次出现。2003年，随着网络环境大幅度整顿，国产古风网络游戏逐渐走入人们视野。古风网络游戏尚无统一的名词解释。曾有学者称，古风网络游戏多采用某一中国古代历史朝代为背景，以其中某些历史事件或虚构事件为主线，再添枝加叶，形成一部网络游戏作品。古风网游属于角色扮演类游戏，以古文化为背景。游戏过程中，固定的场景音乐与不同的剧情事件之间发生冲突，需要音乐发生交替，以形成游戏与音乐的互动。“仙侠类游戏”的定义与之相似，是指通常以武侠故事和神话故事为创作原型的网络游戏。

### “中国风”
古风音乐的确受到了“中国风”音乐创作的巨大影响，但这不代表古风音乐就是“中国风”音乐的附属分支，甚至从某种程度上讲，古风音乐恰恰是“我国当代网络文化中产生的小众原创音乐团体，为使其作品区别于‘中国风’音乐，而提出的称号。”古风音乐区别于中国风音乐之处主要体现在：古风音乐受众相对小众，以年轻人为主；并非单纯借用古典的形式外衣，而是通过类似古典诗词的创作，营造古典文化意境，传达中华美学精神；多数古风音乐人并非专业出身，导致古风歌曲曲风大同小异，节奏偏于舒缓，体现幽远、空灵、玄妙的意境；网络古风音乐更多带有同人作品的意味。尤其在其发展早期，几乎没有商业性或功利性的考量。
“中国风”音乐以在创作上基于“中国元素”，着重于区分中外之别。当代古风音乐意图抒发怀古之情，着重于区分古今之别，从这种意义上讲，两者意蕴内涵完全不同。“中国风”音乐起步较早，早在二十世纪七八十年代出现的《在水一方》、《一剪梅》等歌曲就属于“中国风”一类。周杰伦、方文山等人，是“中国风音乐”的代表人物。这种风格最早可以追溯到20世纪80年代水墨动画、古装、武侠电视剧的时代。方文山对“中国风”的定义曾为：“曲风带有中国小调或传统五声音阶；编曲带有中国传统乐器；歌词夹杂古典背景元素的用语。只要满足这些条件，无论比重如何，均可视为所谓的‘中国风’歌曲。”
黄晓亮对“中国风”的定义为：“三古三新（古辞赋、古文化、古旋律；新唱法、新编曲、新概念）结合的中国独特乐种：歌词具有中国文化内涵，使用新派唱法和编曲技巧，结合中国怀旧背景和现代节奏，歌曲风格为含蓄、忧愁、优雅、轻快等。”
古风歌词往往借用特定的意象符号抒情表意，“中国风”的歌词则更为直白，更加接近于在西式流行音乐中加入足够多的中国化意境和情景，而歌词的叙事结构和内容相比之下更加无关紧要。从曲风上来讲，“中国风”是在西洋大小调的基础上添加中国风味；而古风多采用中国传统的五声或七声民族调式。“中国风”是一些音乐人在探索中国元素与流行音乐的结合体过程中，创作的音乐作品，其手法和理念与古风极为相似，古风的创作过程也受到了“中国风”音乐的深刻影响。但古风较之“中国风”，古风音乐比较侧重于传达人文意识，拥有明确的文本基础。“中国风”的概念则比较宽泛。
侯冬意则认为，古风音乐类似于“中国风”音乐的一个分支，过分强调两者区别意义不大。

## 评价

### 正面评价
学者高晴称，古风音乐所崇尚的传统审美，是对当今浮躁的社会风气的反叛。古风音乐歌词中出现的大量古典意象、典故、成语，对于古典文化常识的普及和推广有重要作用。古风音乐迎合了大众的文化需求，也引发了更多人对传统音乐的兴趣。它丰富了音乐生态的多元性，通过保留、继承与发扬一些向心元素，促进了族群认同价值。《中国艺术报》称，古风音乐的创作群体追求一种网络空间的诗意生存，以古风的简朴唯美疏解现代社会的繁冗和生活的平淡，超越了生活坎坷与情感失落。该群体通常在业余时间以网络论坛、贴吧等为平台，凭借对古风音乐的共同爱好，结为分工明确、重视合作的音乐制作、传播团体，以翻唱、再填词、分享等形式传播作品，形成了数十个创作团队，已经建立了自给自足的音乐制作、传播体系和音乐文化。
已有人按照伯明翰范式，以亚文化标准研究古风音乐。通常来说，古风音乐作为亚文化现象，并没有伯明翰模式三要素中的“道德恐慌”。反之，不少学者认为，古风音乐对于寻找民族身份认同、觉醒民族文化意识以及发展中国传统文化具有重要意义，古风音乐的兴起说明了传统文化的价值和生命力。

### 负面评价
古风流行音乐因受商业化的过度影响而经受了一系列对于创作层面的反作用。部分古风音乐在商业化过程中，遇到了严重的同质化现象，在古典元素的运用上也越发浅表化。古风音乐作品良莠不齐，原创力匮乏将成为其发展的瓶颈。这些有关部分古风歌曲涉嫌“抄袭”的论争使其出现了一定的信任危机，以至于一些研究者提出了“商人逐利”将引起古风创作者忽视艺术魅力和社会责任的理论。
侯冬意等称，古风歌曲描绘而成的“完美”的世界有可能让人耽于幻境，乃至厌恶现实。很多古风歌曲存在“借曲填词”的现象，用以盈利可能引起法律问题。古风音乐创作还存在着大量对传统文化的随意解读甚至误读的问题，也有部分创作者堆积古典文化符号、贩卖文化情怀。臺灣作家朱宥勳也批评部分古风歌曲任意破坏文字结构、难以理解，他同时认为一些歌曲看似辞藻丰富，但却容易公式化，“像罐头食品一样”难以具有特色。

## 传播与流行
古风音乐的传播主要依靠网络，接收的主体多为“80后”、“90后”等年轻人群体。古风音乐现有的相关产业链还不甚完善，由于网络创作的匿名性，抄袭盗用等版权问题仍然值得重视。古风音乐的市场运营机制缺乏规范，价值估量也比较随意。偶像效应使部分歌迷转而关注创作者和演出者，而非作品本身；其中一些盲目崇拜行为可能使人对古风歌曲产生误解。绝大多数古风音乐是非功利性的作品，尚未形成向市场渗透的完整链条，市场前景虽然可观，但运营机制并不完善。调查者称，古风音乐的作者和受众以具有较深的文学修养和较多的创作时间精力，现实生存条件比较宽松的“80后”为主体。
部分学者通过参加网络和社交平台以及线下的各种活动，通过文本研究和网络民族志的方法进行了讨论。研究结果显示，是互联网在“媒介接近权”上的易得性和低门槛，将志趣相投的青年人集合在一起，使更多有兴趣但难以在日常生活中获得认同的人成为爱好者，这个队伍甚至庞大到了足以形成一种新的音乐风格的地步。古风音乐的粉丝和创作者群体，属于一种“少数的聚合”，即研习喜爱古典乐器、传统曲乐艺术、诗韵和用典的“平凡”的“少数派”，在自己的生活圈子里难觅知音，或者很有可能被主流音乐圈的奋斗模式掩埋，却被网络这一传播媒介聚集在一起，得到了创作的平台和大众的知晓和认可，以及一定的发展空间。
一些人认为，古风歌曲传播市场形成的原因在于其所描绘的美妙魔幻的世界，古代的繁华巧妙地掩饰了一切可能引起不适的细节。这种氛围满足了人们的想象，使人仿佛置身于那样一个“完美”的世界之中；将人们带出纷繁热烈的现实生活，回到遥远的往昔，审美文化的灿烂情境。
有研究者认为，现代文化和传统文化的博弈取舍是古风文化进一步发展的核心要点。古风圈内的古风音乐人倾向于将5sing作为网络首发平台。卢小旭认为，将音乐与电视剧和游戏结合起来，有助于推广古风音乐。一些研究者也认为，由于当今亚文化偏向呈现碎片化的特征，一些与“古风圈”部分重合的圈子，比如“动漫圈”、“汉服圈”和“cos圈”等，会帮助古风音乐吸引更多的受众。B站也促进了古风音乐与二次元领域的深度结合，大量成名较晚的歌手都与B站关系紧密。
古风音乐创作过程分工较为明确，使得各种工作可以被更加高效地完成，各部门的灵活性也给了一些本来属于主流音乐圈的音乐人一些“音乐先锋实验”的机会。
古风音乐因其代入式的传播和接受方式，产生了一定的风格局限性，因而缺乏与当下对接的出口，严峻的两难选择也随之产生：是坚持小众，恪守文化历史的维度，还是转向现实，面向市场。有调查者认为，古风音乐需要注意词曲契合度，寻求大众消费和自娱自乐的平衡点，进行自我选择和淘汰，之后走向市场。

### 传统文化属性
客观上讲，古风音乐对吸引受众关注民族乐器、古代诗词、传统琴棋书画以及传统服饰都有一定的作用，发掘了青少年传承古代文化的潜力，增进了他们的民族认同。例如，古风文化通过考据古人衣着，进行样式改进，穿着并集会展示，来纪念传统服饰。
古风流行歌曲的发展反映了消费领域对于传统的青睐和呼吁，体现了大众文化背景下古典文化的新风格。研究者称，古风的受众主要是传统文化的爱好者，创作者往往具有较高的文化修养。王爱苹认为，网络原创古风歌曲是追求古典意境美的音乐形式之代表。古风音乐发展于仙侠玄幻题材文学，文案具有“仙灵之气”，道教意味浓厚。

### 亚文化/网络文化属性
古风音乐的风格特点决定了古风音乐优美却难以通俗，难以在音乐格局中占据主导地位；古风音乐的创作主体很大程度上限制了其传播范围和影响力；古风的商业运作方式难以引发社会大范围的关注和流行。综上所述，古风音乐文化呈现出了亚文化的特质，也有媒体人称，古风音乐根本就是亚文化中生长出来的音乐形式，其音乐性也是由其亚文化社群性决定的。

### 文化解释
古风音乐属于流行音乐范畴，是大众文化的一个分支。古风音乐在发展过程中，吸引了众多爱好者，已经成为一种文化现象。
古风音乐形成的网络亚文化有其独特的话语结构，青年们用这种话语结构把自己包围在称为“古风圈”的圈子中，享受狂欢，相互认同，最终形成了极高的文化忠诚度。

#### 伯明翰范式解读
- 亚群体：线上虚拟空间成为建构古风族群的文化场域，这种“线上性”固然可以最大范围地实现爱好者的群聚，但也使古风群体缺少现实接触，成员之间的感情表现出一种弱连接的特点[31]。
- 风格：古风音乐亚文化群体的“风格”，主要体现在古风音乐爱好者创作的古风音乐作品中，但在圈内一些独特的“行话”中也有体现。这种“风格”的具体含义主要体现在如下几点：喜好传统文化，崇尚古典美，追求生死相守的纯粹情谊。古风群体往往更加注重将文化诉求寓于文化本体的创作中[31]。
- 抵抗：古风音乐亚文化的核心诉求并未表达一种对主流文化抑或文化霸权的“抵抗”，而更倾向于满足精神世界的审美需求和兴趣诉求[31]。

### 文化意义
古风音乐的流行体现了文化、社会曲折前行的复杂性，其矛盾统一之处表现在如下方面：传统古老的艺术形式与青少年爱好者受众之间；传统的艺术文化来源与新的互联网传播媒介之间；旧时代的艺术主流与当下社会的话语权弱势之间；古风音乐本身与广泛意义上的现代流行音乐之间。在新媒体时代再度兴起的古风音乐是一种拥有传统生命力，能够抵抗占据主流市场的现代流行乐的音乐形式。
王爱苹认为，古风音乐对于中国古典审美意象的极大推崇，可能代表了大众对自身文化身份认同感的反思，大众不满于浮于文化、思想表面的流行音乐，而是想要从文化结构内部出发寻求出路。

## 知名歌手
- 河图 (歌手)
- 董贞
- 柯暮卿
- 银临
- HITA
- Aki阿杰
- 西瓜JUN
- 排骨教主
- 李常超
- 五音jw
- 妖扬
- 蕭憶情
- 倫桑
- 三無

## 相关参见
- 中国风